# Cirque du Grand Marchet
Le cirque du Grand Marchet, autrefois cirque du Grand Marchais, est un cirque naturel de France situé en Savoie, dans le massif de la Vanoise.

## Géographie
Il se trouve au-dessus de Pralognan-la-Vanoise au nord-ouest, entre le cirque du Dard au nord-est et le cirque du Petit Marchet au sud-ouest, en bordure du parc national de la Vanoise. Situé à 2 250 mètres d'altitude, il est dominé par le Grand Marchet (2 651 m) au nord et le Petit Marchet (2 565 m) au sud-ouest ; la pointe du Dard (3 204 m) est située un peu plus loin au sud-est, entourée par les glaciers de la Vanoise. L'une des langues de glace de ce champ de glace, le glacier du Grand Marchet, est à l'origine du creusement du cirque.
Le cirque est parcouru par le ruisseau d'Isertan, torrent affluent du Rhône via le Doron de Pralognan, le Doron de Bozel et l'Isère. Il est traversé par un sentier de randonnée entre sa partie aval et le col du Grand Marchet (2 490 m) au nord-est qui fait partie du tour des Glaciers de la Vanoise ; un autre sentier relie le col du Petit Marchet au sud et celui du Grand Marchet en passant au pied de sa falaise orientale.

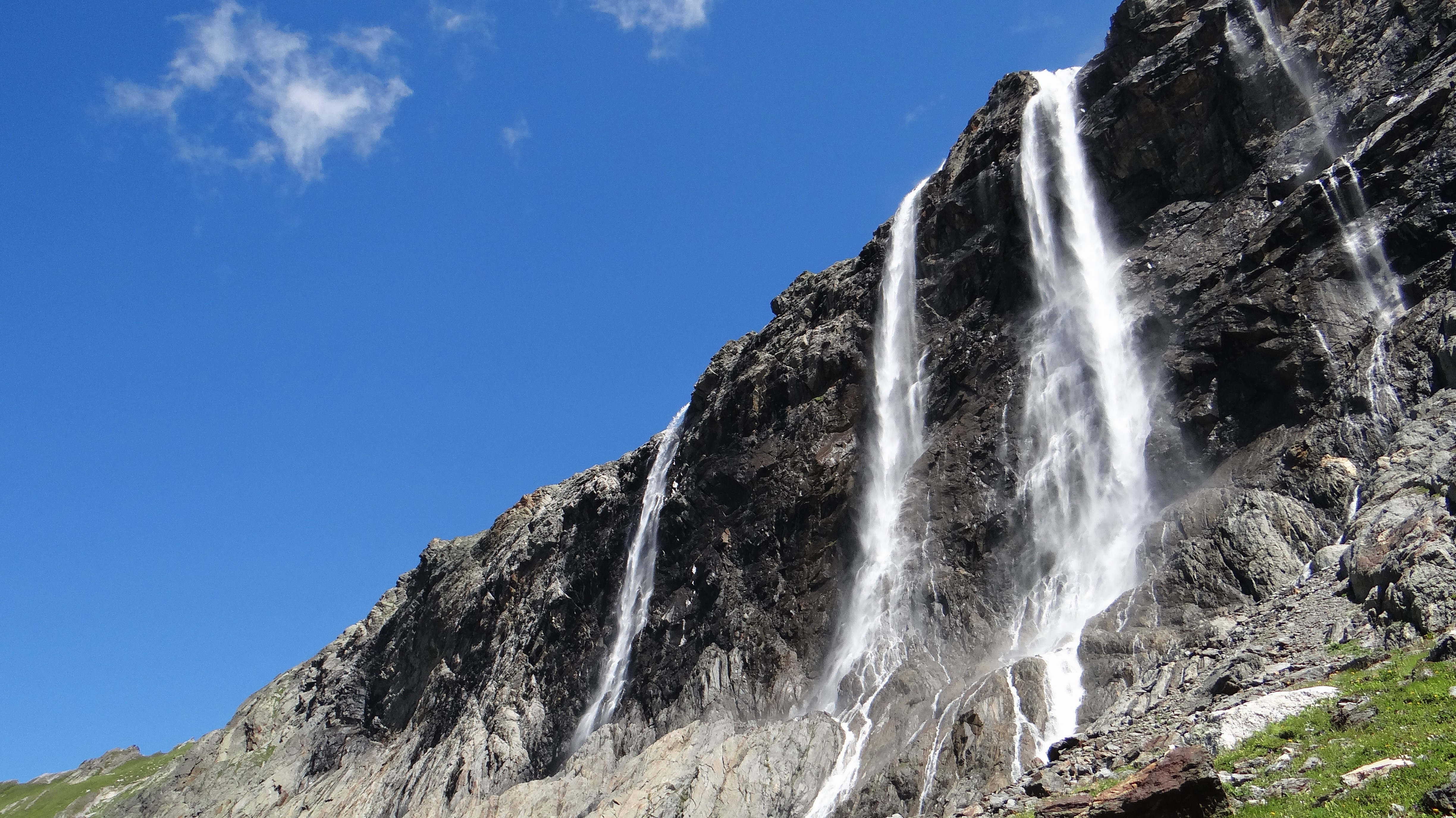
Les cascades du cirque descendant du glacier du Grand Marchet.